# Masnawi
Masnawi (arabski: مثنوي, perski: مثنوی) – to rodzaj wiersza o rymach parzystych. Każdy z wersów (bejt) składa się z dwóch połówek (mesra’), w których rymy układają się w schemat aa/bb/cc. Forma masnawi nie stawia ograniczeń dotyczących długości tekstu, przez co często wykorzystywana była w poematach epickich i dydaktycznych. Uważana jest za rdzennie perską formę literacką, choć wiersze i poematy w masnawi powstały również w językach arabskim, tureckim, kurdyjskim i urdu.